# Jalova (Segedin, Mađarska)
Jalova (mađ. Gyálarét) je bivše samostalno selo na samom jugoistoku Mađarske, danas dio grada Segedina.
Površine je 6 km četvornih.

## Zemljopisni položaj
Nalazi se na jugoistoku Mađarske, na zapadnoj obali rijeke Tise, sjeverno od granice sa Srbijom (Vojvodina). Nekoliko kilometara sjeveroistočno je grad Segedin. Istočno je Sirik i nešto dalje Deska, jugoistočno je Sentivan, južno je Đala u Vojvodini (Srbi Jalovu također zovu Đala).

## Upravna organizacija
Upravno pripada segedinskoj mikroregiji u Čongradskoj županiji. Poštanski je broj 6757.
Dijelom je grada Segedina. Jalovu čine sama Jalova koja je upravno unutarnjeg dijela grada, dok su Gyálaréti kiskertek (jalovski vrtovi) i Gyálarétitanyák (jalovska sela) predgrađa (vanjski dio grada).
1973. bila je pripojena Segedinu, zajedno s još nekim naseljima (Đeva, Družma, Segedin, Sirik, Tápé).

## Povijest
Područje je naseljeno još u pretpovijesti, a nalazi pripadaju starčevačkoj kulturi.
Prvi se put u izvorima spominje 1411. godine. 
Povijesni su zemljovidi zabilježili postojanje riječnog otoka nasred Tise (Insul Siladg, Szilágyi-sziget).
Kod Jalove se odvila bitka kod Jalove 26. ožujka 1849. godine gdje su se sukobile mađarske i srpske snage."
Podjelom Ugarske Trianonskim sporazumom, sjeverni je dio pripao Mađarskoj (Nagyrét, nastao od Fehérparta, Szilágyja i Lúdvára), a južni, s druge strane rijeke, Srbima.

## Promet
Nekoliko kilometara zapadno od Jalove ide cestovna prometnica br. 5. Željezničko čvorište u Segedinu je sjeveroistočno, željeznička pruga koja povezuje Segedin, Horgoš i Suboticu je nekoliko kilometara zapadno.

## Stanovništvo
2001. je godine u Jalovi živilo 1123 stanovnika, 140 u Jalovskim vrtovima i 12 u Jalovskom selu.